# Jalpait
Jalpait ist ein selten vorkommendes Mineral aus der Mineralklasse der „Sulfide und Sulfosalze“. Es kristallisiert im tetragonalen Kristallsystem mit der chemischen Zusammensetzung CuAg3S2 und ist damit chemisch gesehen ein Kupfer-Silber-Sulfid.
Jalpait entwickelt nur selten prismatische, pseudokubische Kristalle. Meist tritt er in groben, unregelmäßigen oder blättrigen Massen oder in Form von Körnern und Äderchen in anderen Sulfiden auf. Das Mineral ist in jeder Form undurchsichtig (opak). Frische Proben sind von hell- bis dunkelgrauer Farbe und zeigen auf der Oberfläche einen metallischen Glanz. Nach einiger Zeit laufen diese allerdings meist schwarz an und werden matt, gelegentlich aber auch wie Chalkopyrit bunt irisierend. Auf der Strichtafel hinterlässt Jalpait dagegen immer einen schwarzen Strich.
Mit einer Mohshärte von 2 bis 2,5 gehört Jalpait zu den weichen Mineralen, die sich ähnlich wie das Referenzmineral Gips (2) gerade noch mit dem Fingernagel ritzen lassen. Sein Bruchverhalten ähnelt dem von Metallen, die Bruchflächen sind daher meist hakig ausgelängt und das Mineral aufgrund seiner Zähigkeit kalt verformbar.

## Etymologie und Geschichte
Erstmals entdeckt wurde Jalpait in der „Mina la Leonora“ nahe der Stadt Jalpa im mexikanischen Bundesstaat Zacatecas und beschrieben 1858 durch August Breithaupt, der das Mineral nach seiner Typlokalität benannte. Die chemische Analyse führte Robert Richter (1823–1869) durch, bei der er einen Silbergehalt von 71,51, einen Kupfergehalt von 13,12, einen Schwefelgehalt von 14,36 sowie geringe Beimengungen an Eisen von etwa 0,79 Gewichts-% ermittelte, was nach Herausrechnen des Eisens fast exakt der heute gültigen Zusammensetzung entspricht.
Typmaterial des Minerals wird in der Mineralogischen Sammlung der TU Bergakademie Freiberg (Register-Nr. 4705/E 3,1) und an der Mines ParisTech (englisch National School of Mines) in Paris aufbewahrt.

## Klassifikation
In der veralteten 8. Auflage der Mineralsystematik nach Strunz gehörte der Jalpait zur Mineralklasse der „Sulfide und Sulfosalze“ und dort zur Abteilung „Sulfide etc. mit M : S > 1 : 1“, wo er gemeinsam mit Chalkothallit, Crookesit, Eukairit, Mckinstryit und Stromeyerit in der „Stromeyerit-Eukairit-Gruppe“ mit der Systemnummer II/A.04 steht.
In der zuletzt 2018 überarbeiteten Lapis-Systematik nach Stefan Weiß, die formal auf der alten Systematik von Karl Hugo Strunz in der 8. Auflage basiert, erhielt das Mineral die System- und Mineralnummer II/B.06-010. Dies entspricht der Klasse der „Sulfide und Sulfosalze“ und dort der Abteilung „Sulfide, Selenide und Telluride mit dem Stoffmengenverhältnis Metall : S,Se,Te > 1 : 1“, wo Jalpait zusammen mit Brodtkorbit, Eukairit, Henryit, Imiterit, Mckinstryit, Selenojalpait und Stromeyerit eine unbenannte Gruppe mit der Systemnummer II/B.06 bildet.
Die von der International Mineralogical Association (IMA) zuletzt 2009 aktualisierte 9. Auflage der Strunz’schen Mineralsystematik ordnet den Jalpait in die Klasse der „Sulfide und Sulfosalze (Sulfide, Selenide, Telluride, Arsenide, Antimonide, Bismutide, Sulfarsenide, Sulfantimonide, Sulfbismutide)“ und dort in die Abteilung „Metallsulfide, M : S > 1 : 1 (hauptsächlich 2 : 1)“ ein. Hier ist das Mineral in der Unterabteilung „mit Kupfer (Cu), Silber (Ag), Gold (Au)“ zu finden, wo es zusammen mit Selenojalpait eine unbenannte Gruppe mit der Systemnummer 2.BA.25c bildet.
In der vorwiegend im englischen Sprachraum gebräuchlichen Systematik der Minerale nach Dana hat Jalpait die System- und Mineralnummer 02.04.04.01. Das entspricht der Klasse der „Sulfide und Sulfosalze“ und dort der Abteilung „Sulfidminerale“. Hier findet er sich innerhalb der Unterabteilung „Sulfide – einschließlich Seleniden und Telluriden – mit der Zusammensetzung AmBnXp, mit (m+n):p=2:1“ in einer unbenannten Gruppe mit der Systemnummer 02.04.04, in der auch Selenojalpait eingeordnet ist.

## Bildung und Fundorte

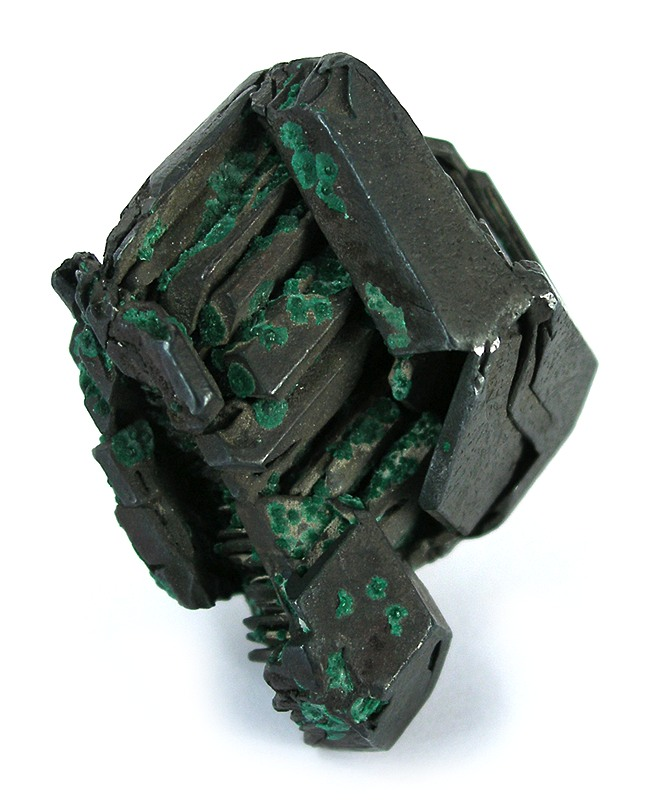
Jalpaitkristall mit kleinen Nestern aus grünen, unbekannten Kristallen (Verwitterungsprodukt) aus der Typlokalität Jalpa, Zacatecas, Mexiko (Größe: 3,6 cm × 3,5 cm × 3,2 cm)

Jalpait bildet sich hydrothermal in Erz-Gängen bei niedrigen Temperaturen (unter 117 °C). Als Begleitminerale können unter anderem Akanthit, Chalkopyrit, Galenit, Mckinstryit, Pearceit, Polybasit, Pyrit, Quarz, gediegen Silber, Sphalerit, Stromeyerit, Tetraedrit und Tennantit auftreten.
Als seltene Mineralbildung konnte Jalpait nur an wenigen Fundorten nachgewiesen werden, wobei bisher (Stand 2014) rund 100 Fundorte als bekannt gelten. Neben seiner Typlokalität, der „Mina la Leonora“ nahe der Stadt Jalpa in Zacatecas, trat das Mineral in Mexiko noch bei La Mesa in Chihuahua, in der „Tayoltita Mine“ in Durango, der „Cata Mine“ (De Cata Mine) bei Guanajuato im gleichnamigen Bundesstaat, der „Mololoa Mine“ bei Hostotipaquillo in Jalisco und bei Tepic in Nayarit auf.
In Deutschland konnte Jalpait bisher nur in der Grube Clara bei Oberwolfach in Baden-Württemberg, in den Steinbrüchen am Glasberg und am Emmertsberg in der Gemeinde Mühltal in Hessen und im Mansfelder Becken in Sachsen-Anhalt gefunden werden.
In Grönland fand sich das Mineral eingewachsen in Galenit in der Kryolith-Lagerstätte bei Ivittuut.
Weitere Fundorte liegen unter anderem in Australien, Bolivien, Bulgarien, Chile, China, El Salvador, Frankreich, Indonesien, Irland, Italien, Japan, Kanada, Kasachstan, Malaysia, Neukaledonien, Norwegen, Peru, Polen, Russland, der Slowakei, Tschechien, Ungarn und den Vereinigten Staaten von Amerika (USA).
Bekannt aufgrund außergewöhnlicher Jalpaitfunde ist unter anderem die „Caribou Mine“ bei Caribou im US-Bundesstaat Colorado, wo Kristalle von bis zu drei Zentimeter Durchmesser zutage traten.

## Kristallstruktur
Jalpait kristallisiert tetragonal in der Raumgruppe I41/amd (Raumgruppen-Nr. 141) mit den Gitterparametern a = 8,69 Å und c = 11,76 Å sowie 8 Formeleinheiten pro Elementarzelle.